# Agarista daemonis
Agarista daemonis là một loài bướm đêm trong họ Noctuidae.